# Krölls-Mühle

Die Krölls-Mühle

Das Mühlrad

Das Mahlwerk

Die Krölls-Mühle oder „herrschaftlich-kurkölnische Bannmühle“ steht im Fockenbachtal am Ortsrand von Niederbreitbach im Westerwald, Rheinland-Pfalz (Deutschland).
Ihr Wasser bezog die Krölls-Mühle hauptsächlich aus dem Fockenbach, einem Zufluss der Wied, und einem Bach aus dem angrenzenden Kerbtal. Zum Ensemble der Krölls-Mühle gehören neben dem Hauptgebäude aus Fachwerk die eigentliche Mühle, eine Scheune sowie einige Ställe.

## Historie
Die älteste bekannte Quelle, in der die Bannmühle in Niederbreitbach erwähnt wird, datiert aus dem Jahre 1644. Als „herrschaftlich-kurkölnische Bannmühle“ war sie lange Zeit im Besitz von Grafen oder Kurfürsten gewesen und wurde von Pächtern betrieben. Wann die Mühle gebaut wurde, ist bis heute nicht endgültig bekannt. Sie muss einer anderen Quelle nach jedoch auch schon vor 1630 bestanden haben, da ein Pächter im 17. Jahrhundert den Fürsten um eine Renovierungserlaubnis bat, da die Mühle im Dreißigjährigen Krieg erheblich gelitten hätte. Die Architektur des Fachwerks zerfällt in zwei Teile, so dass das Mühlenhauptgebäude möglicherweise in zwei Bauetappen in unterschiedlichen Epochen errichtet wurde.
Der heute geläufige Name „Krölls-Mühle“ beruht auf dem Namen des ersten „privaten“ Besitzers der Mühle, der sie im Jahre 1850 vom Fürsten zu Wied erwarb. Mehrere Generationen der Familie Kröll lebten in der Mühle. Der Erste Weltkrieg setzte dem Mühlbetrieb ein Ende. Die Mühle war ihrer ursprünglichen Funktion beraubt.
1958 erwarb ein Neuwieder Kaufmann die halb verfallene Mühle und baute diese zu einem Wochenendhaus um.
In den 1970ern baute eine Pioniereinheit der Bundeswehr eine hochwasserfeste Brücke über den Fockenbach. Bis zu diesem Zeitpunkt mussten die Besitzer durch eine Furt zur Mühle fahren und waren bei Hochwasser von der Außenwelt abgeschnitten.
Heute ist sie in Niederbreitbach die letzte noch existierende Mühle mit einem (Ende der 1980er Jahre wiedererrichteten) Mühlrad und einer Kornmühle in einem eigenständigen Gebäude. Der Mühlengraben ist zu einem großen Teil noch vorhanden und von Wasser durchflossen. Lediglich ein Teil des Oberlaufes vom Fockenbach bis zur Fockenbachstraße lässt sich heute nicht mehr erkennen.
Am Mühlenhof befand sich viele Jahre die Wasserversorgung des Ortes Niederbreitbach. Das Pumpen- und Wasserspeichergebäude wurde jedoch vor kurzem abgerissen und das Gelände renaturiert.
Kurze Zusammenfassung der Pächter:
- 1644 Jacob Stein (Steiner?) von der Scheidtmühle für sechs Jahre
- 1649 Wilhelm Steiner, Bruder von Jacob Steiner, † 1676
- 1676 Jacob Steiner
- 1742 Hermann Scheidt, † 1754
- 1755 Verpachtung für 12 Jahre an die Witwe Scheidt für ihre Söhne Matthias und Anton
- 1790 Lorenz Bohr, Schwiegersohn von Matthias Scheidt
- Ende 1790 Hüttenmeister (Clemenshütte) Sahler
- 1811 Familie Bohr
- 1827 Lux und Sahler, Pacht geht an Hermann Kröll von Oberelsaff, danach
- bis 1845 Cölestin Prangenberg
- 1845 Wilhelm Siebenmorgen bis 1850

Privatbesitzer:
- 1850 Johannes Kröll
- 1882 Übernahme der Mühle durch dessen Sohn
- 1958 Franz Xaver Vogl
- 1959 Erika und Herbert Hillmert
- 1983 Hans-Jürgen und Gerhard Hillmert
- 1986 Hannelore Güde
- 2006 Esther und Thomas Lingen

## Gegenwart
Die herrschaftliche Bannmühle bzw. Krölls-Mühle verfügt heute über ein oberschlächtiges Mühlrad mit einer Kornmühle. Allerdings befindet sich das Mühlwerk nicht mehr an seiner ursprünglichen Stelle im alten Mühlengebäude, sondern wurde als Neuerrichtung in einem Nebengebäude aufgebaut. Da sich die Mühle in Privatbesitz befindet, ist ein Blick auf die Mühle nur vom Fockenbachtal-Wanderweg aus möglich. Bei Interesse gestatten die Eigentümer einen Einblick in die Kornmühle.
Ein Reiterhof mit 11 Pferden ist die Kröllsmühle momentan ebenfalls.